# Barkeria
Barkeria é um género botânico pertencente à família das orquídeas (Orchidaceae).

## Espécies
1. Barkeria barkeriola  Rchb.f. (1884)
2. Barkeria dorotheae  Halb. (1976)
3. Barkeria fritz-halbingeriana  Soto Arenas (1993)
4. Barkeria lindleyana  Bateman ex Lindl. (1842)
5. Barkeria melanocaulon  A.Rich. & Galeotti (1845)
6. Barkeria naevosa  (Lindl.) Schltr. (1923)
7. Barkeria obovata  (C.Presl) Christenson  1989)
8. Barkeria palmeri  (Rolfe) Schltr. (1918)
9. Barkeria scandens  (Lex.) Dressler & Halbinger (1977)
10. Barkeria shoemakeri  Halb. (1974)
11. Barkeria skinneri  (Bateman ex Lindl.) Paxton (1849)
12. Barkeria spectabilis  Bateman ex Lindl. (1842)
13. Barkeria strophinx  (Rchb.f.) Halb. (1977)
14. Barkeria uniflora  (Lex.) Dressler & Halbinger (1977) - Espécie tipo -
15. Barkeria whartoniana  (C.Schweinf.) Soto Arenas (1993)